# Colón (Querétaro)
Colón é um dos 18 municípios do Estado Mexicano de Querétaro. Localizado ao centro oeste do Estado e com mais de 51,000 habitantes, é a única cidade nomeada em homenagem ao Cristóvão Colombo.

## Geografia
O município de Colón está localizado ao centro oeste do Estado de Querétaro na latitud Norte 20°34' a 20°56' e na longitude Oeste 99°56' a 100°16'. Sua superfície é de 807.15 km², que são o 6.9 % do total do estado, sendo o terceiro lugar entre os 18 municípios.

Limita ao nordeste com o município de Tolimán, ao este com Ezequiel Montes, ao sudeste com Tequisquiapan, ao sul com Pedro Escobedo, ao oeste com O Marqués e ao norte com o município de Terra Branca no estado de Guanajuato.
| Dados climatológicos para {{{localidade}}} | Dados climatológicos para {{{localidade}}} | Dados climatológicos para {{{localidade}}} | Dados climatológicos para {{{localidade}}} | Dados climatológicos para {{{localidade}}} | Dados climatológicos para {{{localidade}}} | Dados climatológicos para {{{localidade}}} | Dados climatológicos para {{{localidade}}} | Dados climatológicos para {{{localidade}}} | Dados climatológicos para {{{localidade}}} | Dados climatológicos para {{{localidade}}} | Dados climatológicos para {{{localidade}}} | Dados climatológicos para {{{localidade}}} | Dados climatológicos para {{{localidade}}} |
| Mês                                        | Jan                                        | Fev                                        | Mar                                        | Abr                                        | Mai                                        | Jun                                        | Jul                                        | Ago                                        | Set                                        | Out                                        | Nov                                        | Dez                                        |                                            |
| ------------------------------------------ | ------------------------------------------ | ------------------------------------------ | ------------------------------------------ | ------------------------------------------ | ------------------------------------------ | ------------------------------------------ | ------------------------------------------ | ------------------------------------------ | ------------------------------------------ | ------------------------------------------ | ------------------------------------------ | ------------------------------------------ | ------------------------------------------ |